# Spiridione Berioli
Spiridione Berioli (Città di Castello, 19 aprile 1733 – Urbino, 19 aprile 1819) è stato un arcivescovo cattolico e politico italiano.

## Biografia
Spiridione Berioli nacque a Città di Castello, figlio del conte Filippo Berioli e di sua moglie, Artemisia Bontempi. Dopo aver compiuto gli studi presso il Collegio dei Nobili locale diretto dagli scolopi, si laureò utroque iurepresso l'Università di Macerata e nel 1757 venne ordinato sacerdote per la diocesi di Macerata. Nel 1773, venne promosso al rango di prevosto della cattedrale di Macerata, distinguendosi in pregevoli orazioni latine e prendendo parte a diversi sinodi, divenendo dal 1781 vicario episcopale per la diocesi. Si fece notare da papa Pio VI grazie a due sue scritti del 1787 (Dissertatio dogmatico-liturgica de sacramento ordinis e Osservazioni sul libro "Progetto di riforma dell'obbligo del digiuno"), venendo nominato prelato domestico, assistente al trono pontificio ed arcivescovo di Urbino (8 novembre 1787). Votatosi alla lotta contro il giansenismo, argomento con cui si trovò in sintonia con Roberto Costaguti vescovo di Sansepolcro, nel 1789 istituì l'Accademia Ecclesiastica per la salvaguardia dell'ortodossia del culto cattolico nella propria arcidiocesi (si scagliò alacremente contro Ludovico Antonio Bertozzi, vescovo di Cagli). Su questi temi tenne un sinodo diocesano nel 1793.
Il suo zelo a sostegno dello Stato della Chiesa e della sua opera morigeratrice, venne però meno con l'avvicinarsi dei francesi rivoluzionari nel 1797, cercando dapprima rifugio a Pesaro e poi invitando i concittadini a non opporre resistenza agli invasori. Con la proclamazione della Repubblica romana si sottomise nuovamente alla volontà dei democratici. Quando anche Urbino venne unita al Regno napoleonico d'Italia nel 1808, il Berioli decise di uniformarsi subito alle direttive del nuovo governo in materia ecclesiastica, prestando giuramento di fedeltà (unico tra i vescovi marchigiani) ai napoleonici, giungendo addirittura a invitare i parroci della sua arcidiocesi a non celebrare alcun rito di matrimonio religioso se prima non fosse stato presentato un certificato di stato civile valido, rinnegando così tutti i suoi propositi nei confronti della Santa Sede, tanto celebrati negli anni precedenti. Per queste sue azioni, l'arcivescovo urbinate venne richiamato ufficialmente da papa Pio VII con una lettera, ma questi non se ne curò particolarmente e anzi venne dapprima nominato cavaliere dell'Ordine della Corona Ferrea e poi senatore del Regno d'Italia (1809) da Napoleone.
Nel 1811 incontrò l'opposizione del capitolo della sua stessa cattedrale quando, in ottemperanza al capitolo di Parigi, pretese come chiesa metropolitana di poter nominare propri vescovi senza l'autorizzazione pontificia.
Dopo la caduta del regime napoleonico e la restaurazione di quello pontificio, il Berioli fu costretto a riconoscere pubblicamente gli errori commessi con una lettera al pontefice datata al 19 maggio 1814 che venne poi pubblicata e distribuita a tutti i parroci della sua arcidiocesi. Recatosi a Roma per ottenere il perdono dallo stesso papa, morì ad Urbino il 19 aprile 1819, giorno del suo 86º compleanno.

## Genealogia episcopale
La genealogia episcopale è:
- Cardinale Scipione Rebiba
- Cardinale Giulio Antonio Santori
- Cardinale Girolamo Bernerio, O.P.
- Arcivescovo Galeazzo Sanvitale
- Cardinale Ludovico Ludovisi
- Cardinale Luigi Caetani
- Cardinale Ulderico Carpegna
- Cardinale Paluzzo Paluzzi Altieri degli Albertoni
- Papa Benedetto XIII
- Papa Benedetto XIV
- Papa Clemente XIII
- Cardinale Enrico Benedetto Stuart
- Arcivescovo Spiridione Berioli